# Муньос, Кристиан (футболист)
Кристиан Муньос (исп. Cristián Fernando Muñoz; род. 1 июля 1977, Хунин, Буэнос-Айрес, Аргентина) — аргентинский футболист, выступавший на позиции вратаря.

## Карьера
Кристиан Муньос начинал свою карьеру в футбольном клубе «Сармиенто». В 1997 году участвовал в молодёжном чемпионате мира. В единственном сыгранном матче Муньоса, аргентинцы победили англичан (2-1) в 1/8 финала, в итоге молодёжная сборная Аргентины смогла выиграть первенство мира.
В 20 лет Муньос переходит в один из грандов аргентинского футбола «Бока Хуниорс». Дебют за новую команду состоялся 14 сентября 1997 года, в матче против «Ньюэллс Олд Бойз». С 2007 по 2009 года выступал за команду «Коло-Коло».
С 2013 по 2019 года являлся основным вратарём футбольного клуба «Универсидад де Консепсьон».

## Достижения
Аргентина (до 20)
- Обладатель Молодёжного Кубка Мира (1): 1997

 «Бока Хуниорс»
- Чемпион Аргентины (2): 1999 Клаусура, 2003 Апертура
- Обладатель Кубка Либертадорес (2): 2001, 2003
- Обладатель Южноамериканского кубка (1): 2004

 «Коло-Коло»
- Чемпион Чили (3): 2007 Клаусура, 2008 Клаусура, 2009 Клаусура

 «Уачипато»
- Чемпион Чили (1): 2012 Клаусура

 «Универсидад де Консепсьон»
- Обладатель Кубка Чили (1): 2014/2015